# کشسانی
کِشسانی یا الاستیسیته (به انگلیسی: elasticity) خاصیت تغییرشکل بازگشت‌پذیر (ارتجاعی) محیط و مواد است. نظریهٔ کشسانی در اصل به مطالعهٔ مقدار تغییر شکل محیط‌های کشسان و تنش‌ها و نیروهای مربوط می‌پردازد.به عبارت دیگر به میزان مقاومت ماده در برابر تغییر شکل ناشی از وارد شدن نیرو بر آن و بازگشت به شکل و اندازه اولیه پس از حذف نیرو را خاصیت الاستیسته جسم گفته میشود.
یکی از عوامل تاثیر گذار بر خاصیت الاستیسیته دما است، معمولا در صنعت از مواد الاستیسیته در دستگاه هایی در  مجاورت دما و حرارت بالا قرار می‌گیرند، باید از موادی استفاده کرد که در دمای اتاق دارای خاصیت الاستیسیته کمی هستند تا از آسیب و از کار افتادن دستگاه جلو گیری کرد.
خاصیت کشسانی محیط باعث می‌شود که هر جزئی از محیط که از وضعیت تعادلش جابجا شده باشد، نیروهای بازگرداننده ایجاد شوند.

## نکته‌ها و انگیزه‌ها
مواد مختلف بر اساس نمودار تنش-کرنشی که بر اثر بارگذاری دوره‌ای دارند به انواع مختلفی تقسیم‌بندی می‌شوند. از جمله می‌توان به موارد زیر اشاره کرد:
کشسان خطی،
کشسان غیرخطی،
پلاستیک،
ویسکوالاستیک،
ویسکوپلاستیک،
کشسان با رفتار پلاستیک ایده‌ال (elastic-perfectly plastic behavior)،
کشسان سخت‌شونده بر اثر کرنش(elastic-strain hardening behavior)،
کشسان صلب با رفتار پلاستیک ایده‌ال(rigid elastic-perfectly plastic behavior)،
کشسان صلب سخت شونده بر اثر کرنش(rigid elastic-strain hardening behavior)،
چنانچه مباحث استاتیک، مقاومت مصالح، و تحلیل سازه‌ها (یا تئوری سازه‌ها) را به عنوان پیش‌زمینه‌ها و مقدمات نظری و کاربردی نظریهٔ رفتارهای ارتجاعی محیط‌ها و سازه‌ها در نظر بگیریم، توالی اجمالی موضوعات به صورت زیر است:

### خرپاها
خرپاهای سبک
دراین گونه سازه‌ها، بنابر نداشتن نیروی برشی و لنگر خمشی در اعضای باریک و بلند خود که معمولاً چیدمان مثلثی دارند، فقط تنش کششی یا فشاری موجود است. از این گونه خرپاها در پوشش سالن‌های کارگاهی -صنعتی و در مقیاس‌های کوچکتر انبارهای کشاورزی ودامداری‌ها و گاراژ خانه‌های مسکونی ویلایی استفاده می‌شود. پوشش از مواد سبک :پرمیت-ورقهای گالوانیزه (با عایق پشم شیشه و این قبیل مواد) استفاده می‌شوند. بار اصلی مؤثر محاسباتی در تعین سطح مقطع اعضای فشاری یا کششی :تقسیم بارهای گسترده :برف-باد-به‌صورت متمرکز شده روی هر گره (یا گوی اتصال محل اعضای افقی-قطری-عمودی خرپا) است. امروزه در مقایسه با حتی یک تا دو دهه قبل اتصالات :به‌صورت: «گوی-ساچمه‌ای» و اعضا به صورت میله‌ای ظریف پیش‌ساخته و از کارخانه به محل حمل و به سرعت نصب می‌شوند. و مانند سابق نیاز به جوشکاری نیست. اگرچه در ایران هنوز روش جوشکاری هم متروک نشده‌است. مزیت بزرگ اتصالات گوی وساچمه‌ای به صفر رسانیدن لنگرهای خمشی و برشی در آنهاست. ولذا مقاطع میله‌ها به راحتی فقط برای نیروهای :فشاری-کششی محاسبه می‌شوند. از طرفی دقت در ساخت کارخانه‌ای آنها ظرافت ویژه‌ای بان‌ها داده‌است که ازنظر آرشیتکتور و معماری نما که مهندسان معمار حساسیت زیادی روی ان دارند. برخلاف سابق که سعی در اختفای آن‌ها در نماهای اصلی داشتند امروزه به مهندسان محاسب حتی پیشنهاد نماهای :اکسپوزونمایان را برای این خرپاها با استفاده از رنگ‌های زیبا می‌دهند؛ که اکنون در سازه‌های فعلی شاهد عدم اختفا با سقف کاذب بوده واغلب آن‌ها را کاملاً در نمای باز و آشکار در سالن‌های نمایشگاهای بین‌المللی نیز مشاهده می‌کنیم.